# I Августова когорта римских граждан
I Августова когорта римских граждан (лат. Cohors I Augusta Civium Romanorum) — вспомогательное подразделение армии Древнего Рима, относящееся к типу Cohors quingenaria peditata.
Это подразделение было сформировано в эпоху правления императора Октавиана Августа, по всей видимости, из римских граждан провинции Галатия. Возможно, некоторое время когорта дислоцировалась в Иудее.
Первые свидетельства пребывания подразделения в Каппадокии содержатся в военном дипломе, датированном 94 годом. Диплом перечисляет когорту в составе войск, дислоцированных в провинции. Другие дипломы, датированные 99 и 101 годом, подтверждают, что она все ещё находилась там же. Дальнейшая история подразделения неизвестна.